# 八七水災

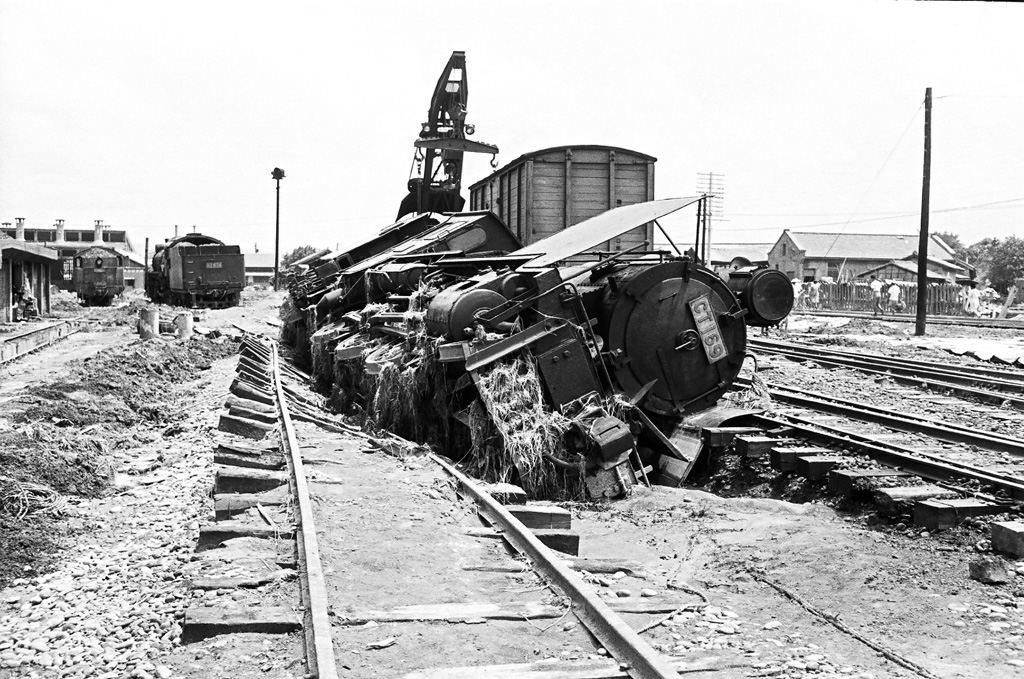
CT169蒸汽火車頭遭八七水災襲擊傾斜

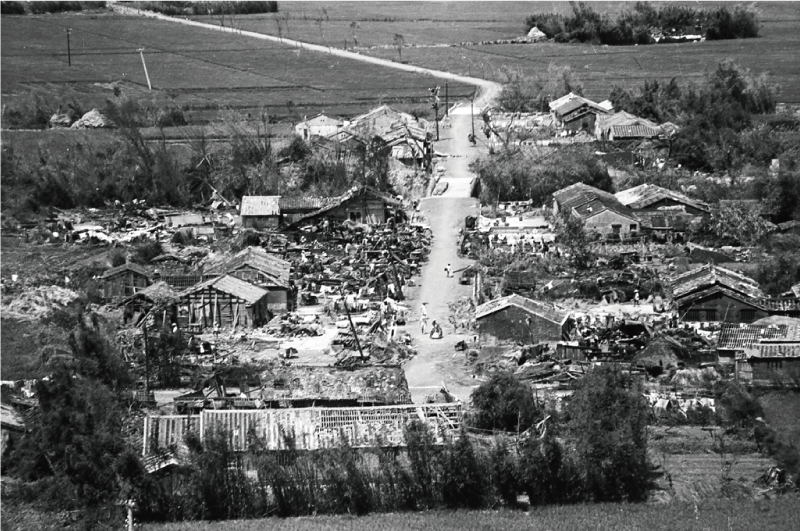
美國空軍直升機空拍受災區

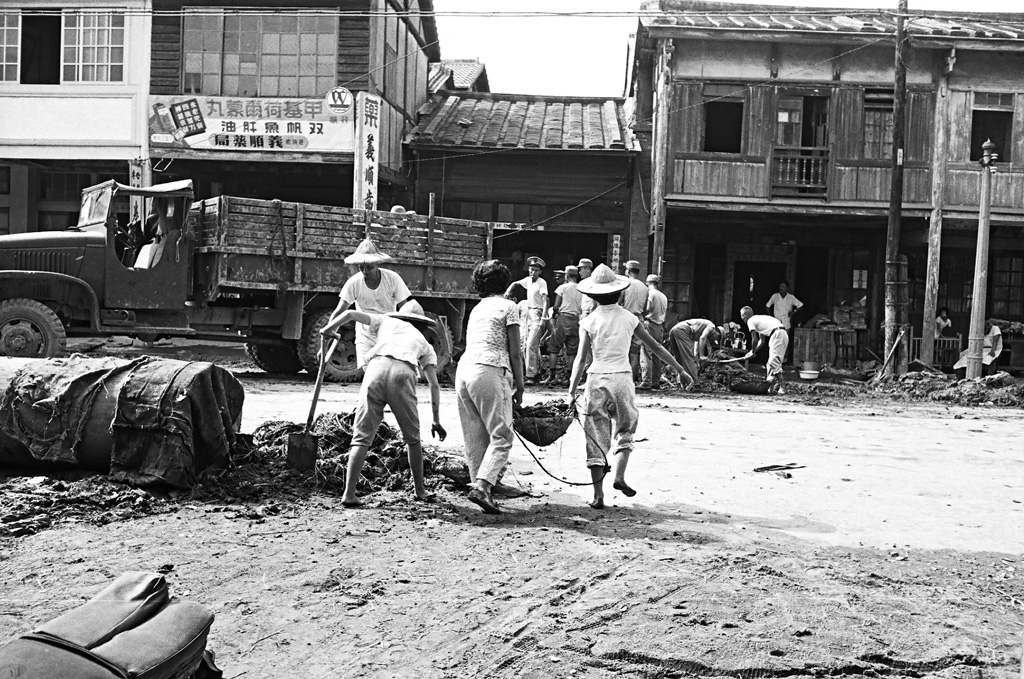
八七水災後中華民國國軍出動卡車協助民眾清理街道

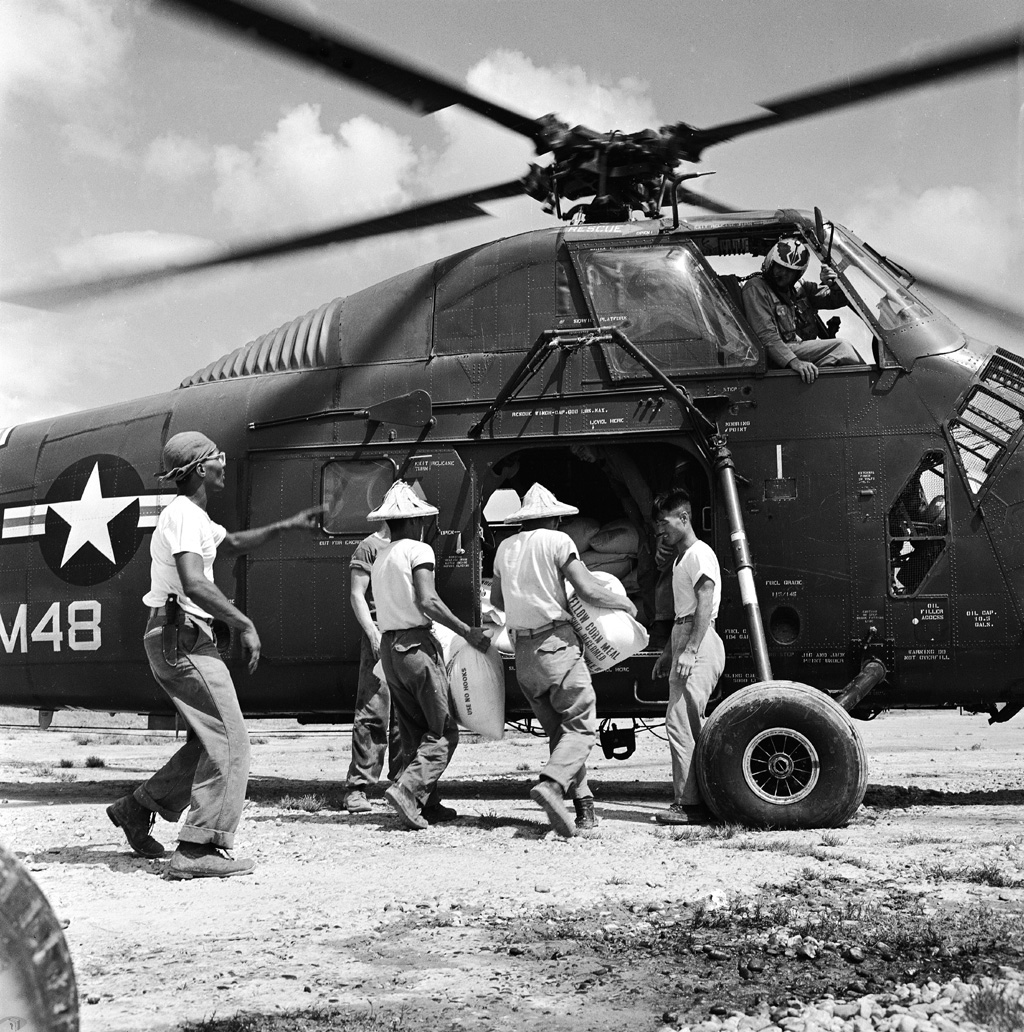
美國海軍出動直昇機協助載運救災物資

八七水災，是1959年8月7日至8月9日發生於臺灣中南部的嚴重水災，為臺灣戰後至今影響區域及受災人數僅次於1999年『921大地震』及2009年『八八水災』，死亡人數（含失蹤）僅次於1999年『921大地震』的重大災難。

## 發生成因及經過
1959年8月6日，東沙島附近海面形成一熱帶低氣壓，並朝東北向方向移動，逐漸接近臺灣，惟未進一步發展成輕度颱風。8月7日，日本南方海面的颱風艾倫因藤原效應作用，把東沙島附近的熱帶性低氣壓081號引進臺灣，7日下午5時熱帶低壓於嘉義縣布袋鎮登陸，登陸後因受陸地影響而逐漸減弱，並因中央山脈阻擋，於埔里鎮附近即漸漸消失，並於中央山脈東側的花蓮、新港間誘生出副低壓後繼續向北北東移動。惟此一熱帶低氣壓於臺灣上空移動期間，造成臺灣中部及南部地區極不穩定之天氣，形成強大的西南氣流，並引起豪雨。
豪雨自8月7日晚上6時左右開始降下，直到8日下午方才緩和，中南部山地之西南斜面及鄰近之西部平原地區，出現500公釐以上的雨量，導致於8月7日至9日連續三日臺灣中南部的降雨量高達800至1,200公釐──特別是8月7日一日降雨量高達500至1,000公釐，接近其平均全年降雨量，日雨量超過500公釐者達15處之多。主要的暴雨中心集中在：苗栗、豐原、芬園、烏溪上游、斗六與阿里山等處。由於地面積水難以消退，再加上山洪爆發，導致河川水位高漲決堤，大水沖毀房屋及農田，造成空前的大水災，受災範圍包括臺灣所有的農業區域，受災情形極為嚴重。

## 災情統計
八七水災災區範圍廣及13個縣市，其中以苗栗縣、臺中縣、南投縣、彰化縣、雲林縣、嘉義縣及臺中市受災最為嚴重，其中又以大肚溪（烏溪）流域於7日晚上由於其上游各溪流皆出現豪雨，溪水高漲，洪水同時急流南下，但由於彰化鐵路橋附近水道狹窄，大水排洩不及，使得大肚溪左岸被大水沖毀1,102公尺，洪水沖進彰化市、和美鎮及伸港鄉，使之成為災情損失最為慘重之區域。8日上午大水進入彰化市區，中午水位達到最高點，最淺處水深達3公尺，此後洪水始漸退，至9日上午市區方才退完，而郊區則至9日下午仍未退盡。
北港溪上游為八七水災降水量最多之地區，北港溪氾濫成災，洪水淹過堤防，沖向虎尾、斗南、大埤、斗六、土庫、北港等地，亦造成嚴重災害；苗栗縣打哪叭溪於8日清晨洪水陡漲，沖毀五湖堤防，西湖鄉成為一片汪洋；而南部的八掌溪、急水溪、曾文溪、鹽水溪等也因為洪水越過堤防，大水氾濫成災，造成水上鄉、鹽水鎮、學甲鎮、麻豆鎮、新市鄉、永康鄉及臺南市部分地區全部遭大水淹沒。
實際受災面積達1,365平方公里，受災居民達30餘萬人，死亡人數達667人，失蹤者408人，受傷者942人，房屋全倒27,466間，半倒18,303間。災區的交通通訊幾乎全部中斷，受損的農田13餘萬公頃，總損失估計在新臺幣37億元，佔前一年國民所得總值約12%。
| 縣市別 | 死亡人數 | 失蹤人數 | 受傷人數 | 災民    | 受災人數與全縣市人口比率 （%） | 房屋全毀 | 房屋半毀 |
| ------ | -------- | -------- | -------- | ------- | ------------------------------ | -------- | -------- |
| 苗栗縣 | 82       | 33       | 50       | 11,087  | 2.67                           | 1,364    | 896      |
| 臺中縣 | 84       | 116      | 155      | 29,805  | 5.16                           | 4,677    | 2,529    |
| 臺中市 | 24       | 3        | 43       | 9,515   | 3.37                           | 1,225    | 926      |
| 彰化縣 | 228      | 56       | 266      | 137,724 | 16.11                          | 15,624   | 10,539   |
| 南投縣 | 130      | 125      | 196      | 25,584  | 6.57                           | 2,675    | 1,345    |
| 雲林縣 | 37       | 11       | 57       | 111,323 | 17.16                          | 1,086    | 1,099    |
| 嘉義縣 | 63       | 21       | 63       | 67,463  | 9.88                           | 612      | 840      |
| 臺南縣 | 7        | 3        | 0        | 14,142  | 1.86                           | 56       | 78       |
| 臺南市 | 0        | 0        | 1        | 3,100   | 0.96                           | 27       | 65       |
| 高雄市 | 4        | 1        | 9        | 124     | 0.03                           | 11       | 9        |
| 高雄縣 | 8        | 8        | 12       | 569     | 0.1                            | 77       | 109      |
| 屏東縣 | 2        | 1        | 0        | 211     | 0.04                           | 23       | 45       |

## 救助及動員
因災情慘重，本島各駐地國軍迅依總統命令出動救災，中華民國政府並根據《國民義務勞動法》動員民眾前往協助救災，臺灣省政府以《臺灣省人民因災死傷及住屋倒塌救濟辦法》 撥發救濟金給災民。時任中華民國總統蔣中正發布緊急命令，開徵水災復興建設捐以募集重建資金。
外援部分，美軍協防臺灣司令部（USTDC）則是於災後立即出動3架美國海軍直昇機協助救災，華府於數日後下令直昇機航空母艦「西地斯海灣號」自香港海域轉向搭載美國海軍陸戰隊HMR(L)-261中隊的21架塞考斯基H-34直昇機赴臺救災，任務定名為「飢餓行動」（Operation Hunger）。

## 外部連結
- 臺灣歷史上的八七水災（页面存档备份，存于）
- 國家文化資料庫：國家文化資料庫 文建會-老照片說故事[永久]
- Weather Freaks: 臺灣史上最慘的水災--八七熱帶低壓（页面存档备份，存于）
- 當時的新聞電影（页面存档备份，存于）
- 英國百代所藏新聞電影 （页面存档备份，存于）